# Skansen mod nazisme
Skansen mod nazisme var en anti-racistisk forening af beboere fra Nørresundby, stiftet i 2001, som var med til at få rømmet DNSBs nazi-borgen på Niels Lykkes Gade 38. Foreningens formål var at samles om den anti-racistiske sag og dokumentere højreekstremisme.
Den tidligere beboergruppe i Nørresundby havde siden den 21. februar 1999 mødtes hver eneste aften og samlet sig til sang ude på gaden i protest imod DNSB's nazi-borg, som det til sidst lykkes at få smidt ud af Nørresundby. DNSB var rykket ind i huset i 1999 efter de arvede det fra den afdøde nazist Gunnar Gram, netop fordi hans halvsøster blev opsøgt af Skansen mod nazisme lagde hun en arvesag an imod nazisterne, hun vandt og retten underkendte derfor testamentet, hvilket betød at nazisterne måtte forlade huset igen. For de ikke-voldelige protester fik beboergruppen flere anerkendelser, blandt andet fra LO og Carl Scharnbergs Uofficielle Fond.
Efter nazisterne flyttede ud af Nørresundby fortsatte beboergruppen med at mødes om antiracistiske aktiviteter, samtidigt med at naboskabet blev bedre i kvarteret hvor nazi-huset lå, aktiviteterne var blandt andet at arrangere demonstration på Krystalnatten, deltage i demonstrationer i andre byer og afholde jubilæumsfest.